# Динозавр 13
«Динозавр 13» (англ. Dinosaur 13) — американский документальный фильм 2014 года режиссёра и продюсера Тодда Дугласа Миллера. Премьера фильма состоялась 16 января 2014 года в конкурсной программе документальных фильмов  на кинофестивале «Сандэнс».

## Сюжет
Фильм рассказывает о том, как палеонтологи из США, Сью Хендриксон и Пит Ларсон, нашли в 1990 году самый большой и полный скелет Tyrannosaurus rex. Скелет был конфискован у палеонтологов федеральным правительством, после чего началась 10-летняя борьба с ФБР, Службой национальных парков, Бюро по делам индейцев и Морисом Уильямсом, владельцем земли, на которой были обнаружены кости. Пит Ларсон также провёл 18 месяцев в тюрьме по обвинению в международном отмывании денег и торговле окаменелостями на чёрном рынке.

## Критика
«Динозавр 13» был встречен критиками преимущественно положительно. По данным сайта Rotten Tomatoes, он имеет более семидесяти процентов одобрения профессиональными кинокритиками, на основе почти полусотни профессиональных рецензий.

## Производство
После премьеры на кинофестивале «Сандэнс» CNN Films и Lionsgate приобрели права на распространение фильма, что привело к его трансляции на CNN, прокату в кинотеатрах и выпуску DVD. В 2015 году «Динозавр 13» был удостоен «Новостной и документальной премии „Эмми“» в номинации «Выдающаяся программа о науке и технике» (англ. Outstanding Science and Technology Programming) на 36-й ежегодной премии «Эмми».